# Ritual com bonecas sexuais em Pagode Shwedagon em 2022
Em 22 de outubro de 2022, um grupo acusado de ser uma seita realizou um ritual com duas bonecas sexuais em Pagode Shwedagon, o templo mais sagrado do budismo. O ritual viralizou na internet em Myanmar e o líder do grupo foi preso e processado por difamação da religião budista.

## Seita
O grupo, acusado de ser uma seita, era liderado por U Shine Zarni Aung (อู ไชน์ ซานี อ่อง), com 26 anos na época. Havia ao menos outras sete pessoas membros da seita. O grupo postava suas atividades na página do Facebook “Lawka Weikzado Meinmahla Dewi Ahtet Gaing Gyokgyi”.

## Ritual
Em 22 de outubro de 2022, às 7 da manhã, o grupo chegou no Pagode Shwedagon, o templo mais sagrado do budismo, em um Toyota Alphard preto levando duas bonecas sexuais hiper-realistas para realizar um ritual. Sua entrada foi barrada, então eles desceram para a plataforma do templo de elevador e foram até o estacionamento, onde colocaram as bonecas em um pedestal e iniciaram o ritual. Fontes, como o South China Morning Post, declararam que se tratava de uma cerimônia de casamento, porém outras fontes, como o Malay Mail, declararam que o ritual era desconhecido.
As bonecas vestiam tiaras e vestidos tradicionais, com as mãos juntas em uma posição também tradicional. De acordo com os jornais locais, seria a representação de espíritos guardiões, que trazem proteção e sorte. Havia oferendas de frutas e flores para elas. Também foi levado uma boneca menor que representava a deusa Surassati, e era adorada pelo grupo. As bonecas maiores foram compradas na China por US$ 2.400 cada e tinham 1,7 m. Já a boneca pequena media 17 cm.
Durante o ritual, a segurança do templo foi ativada para interrogação e livrar-se das bonecas.

## Reações
O grupo filmou suas ações e postaram no Facebook, tornando-se virais em Myanmar. O ritual foi considerado desrespeitoso na internet.
Zarni Aung e outras quatro pessoas foram presas. O Ministério dos Assuntos Religiosos e Cultura pronunciou-se oficialmente sobre o caso e anunciou que eles seriam processados por difanação da religião budista. Também foi anunciado que o empregado que permitiu a realização do ritual seria investigado.